# Scopula pauperata
Scopula pauperata là một loài bướm đêm trong họ Geometridae.